# آلة مائية

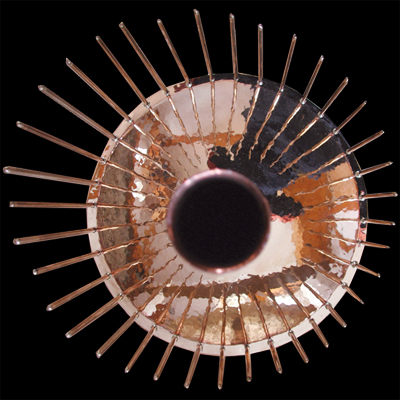
الآلة الموسيقية وترفون

الآلة المائية هي آلة موسيقية تشكل من عائلة الإيديوفونات. اخترعها ريشار اى وترس في أواخر الستينات، وهي في شكل دائري مصنوعة من الفولاذ المقاوم للصدأ، ومرتبط إليها أنابيب.

## استعمال
بدأت في الانتشار في أوائل السبعينات، وخاصة في لوس انجليس حيث استعملت في عديد من التسجيلات الموسيقية في الأفلام. غالباً ما تستخدم كما أثر في موسيقى الفيلم، لغرس الخوف وعدم الراحة، أو تثير الغموض والمجهول. وتستعمل غالباً في أفلام الرعب.